# Cholulteca
Cholulteca (Cholultec, Čolulteka, Čolulanci; ne smiju se pobrkati s Choluteca, plemenom iz grupe Manguean), stari indijanski narod iz Meksika sa središtem u Choluli, oko 6 milja ili nešto više od 9 kiometara južno od Tlaxcale. Čolulteci su bili saveznici Asteka i neprijatelji Tlaškalteka, kasnijih saveznika sa Španjolcima. Savezništvo s Astecima navuklo je Čolultekima Španjolce na vrat. Grad je u svome pohodu 1519. uništio konkvistador Hernán Cortés u savezništvu s Tlaškalancima, pobivši najmanje 3.000 Čolulteka, a prema Las Casasu (navodi W. H. Prescott) dao je 100 ili više njihovih poglavica nabiti na kolac i ispeći. 
Prema Cortezu glavni čolultečki grad imao je oko 20.000 kuća, a u blizini grada nalazili su se nasadi kukuruza, aloja, čilija i veliki nasadi kaktusa za uzgoj cochinille (Dactylopius coccus), iz koje su dobivali crvenu boju.
Čolulteki su bili vješti zanatstvu, izradi metala, tkanina od pamuka i agave, lončarstvu i drugom. Ljudske žrtve su prinosili.

## Vanjske poveznice
- Cholultecas  Arhivirana inačica izvorne stranice od 21. lipnja 2013. (Wayback Machine)